# Martin Kříž (archeolog)
Martin Kříž (14. listopadu 1841 Líšeň – 5. dubna 1916 Ždánice) byl moravský notář a amatérský krasový badatel, archeolog a literát.
Již jako student se v roce 1864 spustil na dno Macochy a pobyl tam dva dny. Později svůj veškerý volný čas věnoval studiu archeologie a geologie. Publikoval mnoho statí, za práci Kůlna a Kostelík obdržel cenu České akademie věd a umění. Účastnil se konferencí doma i v zahraničí, stýkal se s nejpřednějšími učenci své doby z celé Evropy, z nichž ho řada navštívila. Pamětní deska na jeho rodném domě (Na Městečku – dnes náměstí Karla IV. – 12 v Líšni) mu byla za velké účasti obyvatel slavnostně odhalena 14. srpna 1927. Je dílem prof. Macha z Brna, stála 3 000 K. Její umístění bylo prozíravě vepsáno i do pozemkové knihy, aby ji v budoucnu nebylo možné odstranit.
Je pohřben na hřbitově ve Ždánicích, kde vykonával notářskou praxi.

## Nejvýznamnější výzkumy
- archeologické a speleologické výzkumy ve Sloupsko-šošůvských jeskyních a Kůlně s objevem spodního patra jeskyně Kůlny.
- archeologické výzkumy jeskyně Pekárna
- vytvoření vlastní triangulační sítě v Moravském krasu, využívané dlouho při speleologických výzkumech na území krasu
- archeologické výzkumy sídliště lovců mamutů v Předmostí u Přerova

## Dílo
- Der verlässliche Führer in die romantischen Gegenden der dewonischen Kalkformation in Mähren (1867) – o vlastním výzkumu a výpravách do Macochy, dalších jeskyní a propastí[5]
- Expedice do Punkvy (1880) – podniknutá 3. srpna 1880[6]
- Průvodčí do moravských jeskyň (1883) – Macocha, Punkva. Jeskyně u Sloupa, Holštýna a Ostrova. Žleb Sloupský, Žleb suchý[7]
- Kůlna a Kostelík (1889) – Dvě jeskyně v útvaru devonského vápence na Moravě. Bádání a rozjímání o pravěkém člověku sepsal na základě vlastního zkoumání[8]
- Vortrag des Martin Kříž in der am Z. August 1889 abgehaltenen Sitzung des anthropologischen Congresses in Wien (1889) – přednáška Martina Kříže na zasedání antropologického kongresu konaného ve Vídni 2. srpna 1889. Prezentace vytesaných a nakreslených nálezů z diluviálních vrstev jeskyní Kůlna a Kostelík na Moravě a zdůvodnění o pravosti kreseb vytesaných na těchto nálezech[9]
- Punkva-Macocha a Sloup na Moravě (1890)[10]
- O době pravěké, předvěké a novověké na Moravě (1892)[11]
- Die Fauna der bei Kiritein in Mähren gelegenen Výpustekhöhle mit osteologischen Bemerkungen (1894) – fauna jeskyně Výpustek poblíž Křtin: jednání Asociace přírodního výzkumu v Brně, sv. 32[12]
- Mé výzkumné práce u Předmostí a jich hlavní výsledky (1896) – separát z časopisu vlasteneckého muzejního spolku olomuckého, roč. 1896[13]
- O dokončení výzkumných prací v Předmostí se stručným přehledem literatury o tom nalezišti (1897) – separát z časopisu vlasteneckého muzejního spolku olomuckého, roč. 1896[14]
- Odkud pocházejí naše rostliny (flora), naše zvířata (fauna) a odkud zavítal k nám první člověk (1900) – separát z: Věstník Klubu přírodovědeckého v Prostějově za r. 1899[15]
- Průvodce do moravských jeskyň (1900) – Punkva, Macocha, Sloup, Holštýn, Ostrov, Vilimovice a na Harbechu s poznámkami od M. Kříže a F. Koudelky[16]
- Průvodce do moravských jeskyní, Díl II (1902) – Rudice, Josefov, Babice, Křtiny – Údolí hádecké, Hostěnice, Mokrá, Líšeň a Brno s poznámkami od Mart. Kříže a Flor. Koudelky[17]

#### Online dostupná díla
- KŘÍŽ, Martin. Der verlässliche Führer in die romantischen Gegenden der dewonischen Kalkformation in Mähren : (Mazocha, Sloup, Holstein, Ostrow, Jedownitz, Kiritein, Josefs- und Adamsthal, Ochoz, Lösch und Schumberafelsen). Brünn: Buschak und Irrgang, 1867. Dostupné online.
- KŘÍŽ, Martin. Expedice do Punkvy, podniknutá 3. srpna 1880 od Martina Kříže. Brno: Martin Kříž, 1880. Dostupné online.
- KŘÍŽ, Martin. Jeskyně krápníková u Sloupu. Brno: Martin Kříž, 1880. Dostupné online.
- KŘÍŽ, Martin. Průvodčí do moravských jeskyň. Odd. 1, Macocha, Punkva. Jeskyně u Sloupa, Holštýna a Ostrova. Žleb Sloupský, Žleb suchý. Ždánice: Martin Kříž, 1883. Dostupné online.
- KŘÍŽ, Martin. Punkva-Macocha a Sloup na Moravě. Brno: Martin Kříž, 1890. Dostupné online.
- KŘÍŽ, Martin. O době pravěké, předvěké a novověké na Moravě. Brno: Muzejní spolek, 1892. Dostupné online.
- KŘÍŽ, Martin. Příspěvek k jeskynní literatuře. Brno: Martin Kříž, 1900. Dostupné online.